# Friedrich von Langermann und Erlencamp

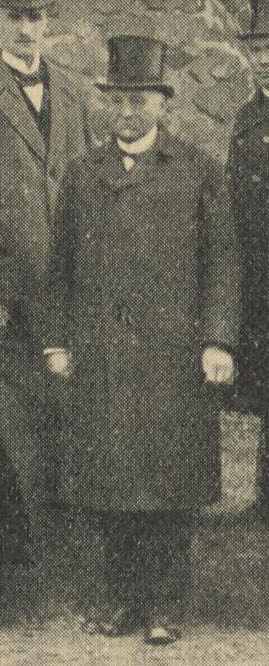
Friedrich von Langermann und Erlencamp (Foto zwischen 1921 und 1926)

Friedrich Freiherr von Langermann und Erlencamp (* 20. Juli 1854 in Zaschendorf; † 23. März 1935 in Dambeck) war ein deutscher Rittergutsbesitzer und Landrat.

## Leben
Friedrich von Langermann und Erlencamp stammte aus einer 1701 nobilitierten Briefadelsfamilie. Seine Schulzeit beging er in Schwerin auf dem Großherzoglichen Gymnasium Fridericianum. Er studierte dann Rechtswissenschaften an der Schlesischen Friedrich-Wilhelms-Universität Breslau. 1879 wurde er Corpsschleifenträger des Corps Borussia Breslau. Nach dem Studium wurde er Besitzer der Allodialgüter Dambeck mit Carlshof und Karchow mit Erlencamp sowie der Lehngüter Bollewick, Nätebow und Spitzkuhn, für die er 1903 ein Familienfideikommiss errichtete; er lebte auf Dambeck. Er war bis 1918 Landrat für das Herzogtum Mecklenburg-Schwerin und damit Mitglied im Engeren Ausschuß. 1920 beteiligte er sich am Kapp-Putsch in Mecklenburg. Zu diesem Zeitpunkt umfasste sein Besitz insgesamt 3067 ha Land. Kurz vor der großen Wirtschaftskrise gehörten ihm nach dem damals letztmals veröffentlichten Güteradressbuch für Mecklenburg-Schwerin die Besitzungen Bollewiek mit 890 ha, das Stammgut Dambeck mit 930 ha, 528 ha in Karchow, 360 in Nätebow, Spitzkuhn mit 259 ha sowie im Amt Wismar gelegene Zaschendorf mit 567 ha. Die Güter waren teilweise verpachtet, zumeist in Eigenregie geführt.

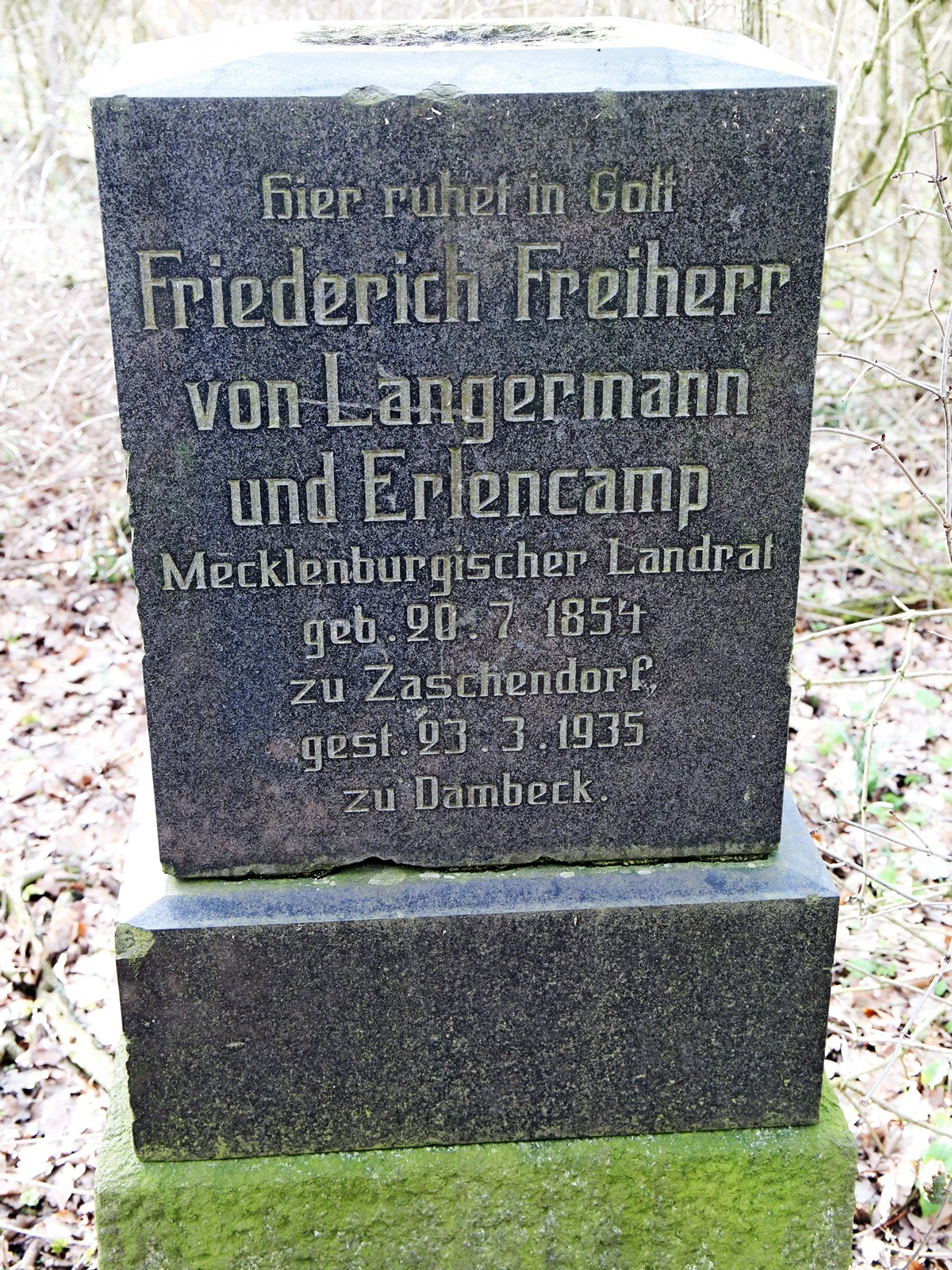
Langermanns Grab

Langermann war Oberleutnant der Reserve im Leib-Kürassier-Regiment 1 in Breslau und Rechtsritter des Johanniterordens, dem er seit 1911 als Mitglied der Mecklenburgischen Genossenschaft dieser Kongregation angehörte. Er wurde auf dem Kirchhof der Kirchenruine Dambeck begraben.